# カナリヤガーデンカントリークラブ
カナリヤガーデンカントリークラブは、千葉県君津市にあったゴルフ場。2015年12月30日に閉鎖。

## 概要
旧キッツゴルフ倶楽部・君津コース
- 運営：アジャパ・ドット・コム株式会社
- 所在地：千葉県君津市大坂1228-1
- ホール数:18H　PAR72　全長　7100Y
- アクセス：館山自動車道君津インターチェンジ→16km